# الكاغو

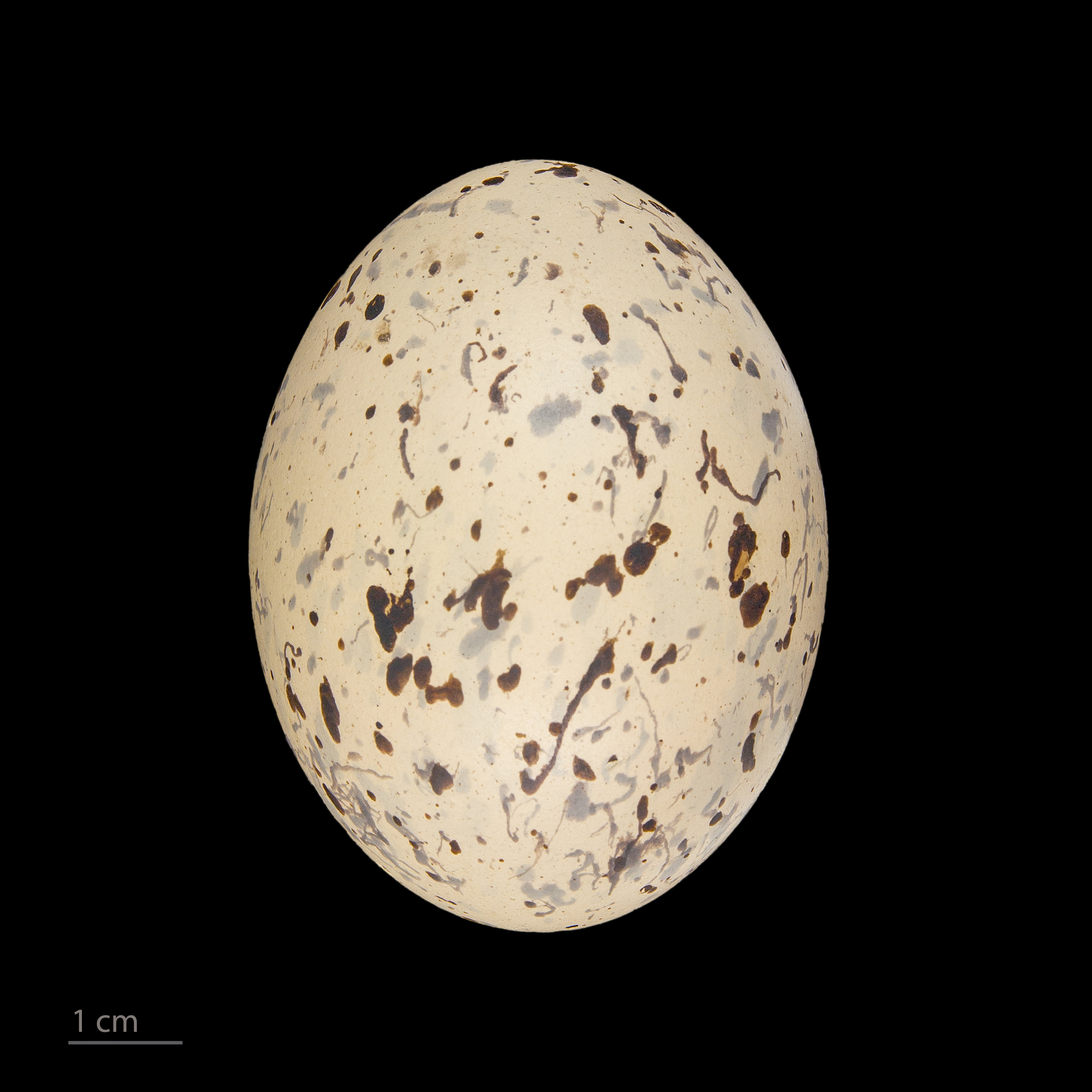
Rhynochetos jubatus

الكاغو (الاسم العلمي: Rhynochetos jubatus) (بالإنجليزية: Kagu)‏، طائر لم يتفق العلماء على تصنيفه النهائي بعد، لكنه ضم إلى هذه المجموعة وهي النوع الوحيد في فصيلته Rhynochetidae. الريش ناعم، لذلك فإنه يطير بصعوبة، وإن جميع جسم الطائر البالغ مغطى ببقع من الزغب، الألوان رمادية أردوازية، وله قنبرة قابلة للانتصاب طولها 10 سم، يستعملها في عرض الغزل، كما يتضمن الغزل انفتاح الجناح نصف فتحة، الطول 55سم، الوزن 459 غ فقط، ورغم أن جسمه لا يحوي الكثير من اللحم، لكنه كان يصاد بواسطة الكلاب، وفي وقت واحد في كل من نيوغالدونيا، شمال شرق أستراليا ويباع في الأسواق، واليوم أصبح محدودًا لتعذر الوصول إليه في الغابات المرتفعة، وهكذا حمى نفسه، لكن وجوده مهدد بالكلاب البرية المنتشرة في منطاقه.